# Kopharad
Kopharad é uma vila no distrito de Thane, no estado indiano de Maharashtra.

## Demografia
Segundo o censo de 2001, Kopharad tinha uma população de 5 267 habitantes. Os indivíduos do sexo masculino constituem 51% da população e os do sexo feminino 49%. Kopharad tem uma taxa de Alfabetização de 82%, superior à média nacional de 59.5%: a alfabetização no sexo masculino é de 87% e no sexo feminino é de 76%. Em Kopharad, 10% da população está abaixo dos seis anos de idade.